# Episodi di Amore pensaci tu
La prima stagione della serie televisiva Amore pensaci tu, formata da 20 episodi, va in onda in Italia su Canale 5 dal 17 febbraio 2017 ogni venerdì alle 21:10 con due episodi a settimana, successivamente soltanto il settimo e l'ottavo episodio vengono trasmessi di domenica, poi a causa dei bassi ascolti ottenuti, la serie viene trasmessa dal 20 marzo 2017 ogni lunedì in seconda serata alle 23:45 con un episodio a settimana ed infine va in onda definitivamente dal 15 maggio 2017 intorno alle 00:30. Amore Pensaci tu l'8 maggio non venne trasmesso e l'episodio previsto per quella serata è slittato al lunedì successivo, il 15 maggio, visto che la prima puntata di Selfie - Le cose cambiano è andata avanti ad oltranza, fino ad oltre la mezzanotte.
| nº | Titolo                      | Prima TV Italia  | Ascolti   | Share  |
| -- | --------------------------- | ---------------- | --------- | ------ |
| 1  | I bambini stanno bene       | 17 febbraio 2017 | 2 861 000 | 12,20% |
| 2  | Equilibrismi                | 17 febbraio 2017 | 2 861 000 | 12,20% |
| 3  | Tuffati!                    | 24 febbraio 2017 | 2 286 000 | 9,70%  |
| 4  | Grandi speranze             | 24 febbraio 2017 | 2 286 000 | 9,70%  |
| 5  | Show & Tell                 | 3 marzo 2017     | 2 301 000 | 9,20%  |
| 6  | Quando i bambini ci tengono | 3 marzo 2017     | 2 301 000 | 9,20%  |
| 7  | Abbracciami                 | 12 marzo 2017    | 1 968 000 | 8,10%  |
| 8  | Proposte                    | 12 marzo 2017    | 1 968 000 | 8,10%  |
| 9  | Alti e bassi                | 20 marzo 2017    | 478 000   | 5%     |
| 10 | Mi aspetti?                 | 27 marzo 2017    | 634 000   | 6,60%  |
| 11 | Io (non) ti conosco         | 3 aprile 2017    | 533 000   | 6,07%  |
| 12 | Tutti tranne me             | 10 aprile 2017   | 440 000   | 5,17%  |
| 13 | Together We Can             | 17 aprile 2017   | 585 000   | 6,85%  |
| 14 | Quelli come te              | 24 aprile 2017   | 612 000   | 6,40%  |
| 15 | Happy                       | 1º maggio 2017   | 733 000   | 8,22%  |
| 16 | Certezze                    | 15 maggio 2017   | 438 000   | 11,20% |
| 17 | Quattro padri più uno       | 22 maggio 2017   | 472 000   | 10,30% |
| 18 | Va tutto bene               | 29 maggio 2017   | 439 000   | 6,20%  |
| 19 | Che si fa per i figli       | 5 giugno 2017    | 423 000   | 6,04%  |
| 20 | E vissero tutti felici?     | 12 giugno 2017   | 724 000   | 8%     |